# Campeonato Amapaense 2022
El Campeonato Amapaense de Fútbol 2022 fue la 77.ª edición de la primera división de fútbol del estado de Amapá. El torneo fue organizado por la Federação Amapaense de Futebol (FAF). El torneo comenzó el 28 de abril y finalizó el 25 de julio.
Trem se consagró bicampeón consecutivo tras vencer en la final al Independente en tanda de penales.

## Sistema de juego

### Primera fase
Los 8 equipos se enfrentan en modalidad de todos contra todos a una sola rueda. Culminadas las siete fechas, los cuatro primeros puestos avanzarán a la segunda fase. No habrá descensos.

### Segunda fase
- Semifinales: Los enfrentamientos se emparejan con respecto al puntaje de la primera fase, de la siguiente forma:
  - 1.º vs. 4.º
  - 2.º vs. 3.º

- Nota: Se juega a partido único. En caso de empate en el tiempo regular, clasificará a la final el equipo con mejor posición en la primera fase.

- Final: Los dos ganadores de las semifinales disputan la final.

- Nota: En caso de empate en puntos y diferencia de goles, el campeón se definirá en tanda de penales.

### Clasificaciones
- Copa de Brasil 2023: Clasifica únicamente el campeón del campeonato.
- Copa Verde 2023: Clasifica únicamente el campeón del campeonato.
- Serie D 2023: Clasifica el mejor equipo de la tabla acumulada que no dispute la Serie A, Serie B o Serie C en la temporada 2022 o la Serie C en 2023.

## Equipos participantes

### Información de los equipos
| Equipo       | Ciudad  | Estadio (Capacidad)    | Posición 2021 | Títulos (último) |
| ------------ | ------- | ---------------------- | ------------- | ---------------- |
| Independente | Santana | Estadio Zerão (13 680) | 6.º           | 5 (2001)         |
| Macapá       | Macapá  | Estadio Zerão (13 680) | 5.º           | 17 (1991)        |
| Oratório     | Macapá  | Estadio Zerão (13 680) | No disputó    | 1 (2012)         |
| Santana      | Santana | Estadio Zerão (13 680) | 7.º           | 7 (1985)         |
| Santos-AP    | Macapá  | Estadio Zerão (13 680) | 2.º           | 7 (2019)         |
| São Paulo-AP | Macapá  | Estadio Zerão (13 680) | 3.º           | 0                |
| Trem         | Macapá  | Estadio Zerão (13 680) | Campeón       | 6 (2021)         |
| Ypiranga-AP  | Macapá  | Estadio Zerão (13 680) | 4.º           | 10 (2020)        |

## Primera fase

### Tabla de posiciones
| Pos. | Equipo       | Pts. | PJ | G | E | P | GF | GC | Dif. | Clasificación |
| ---- | ------------ | ---- | -- | - | - | - | -- | -- | ---- | ------------- |
| 1    | Trem         | 16   | 7  | 5 | 1 | 1 | 23 | 8  | +15  | Segunda fase. |
| 2    | Independente | 16   | 7  | 5 | 1 | 1 | 17 | 6  | +11  | Segunda fase. |
| 3    | Santos-AP    | 16   | 7  | 5 | 1 | 1 | 15 | 7  | +8   | Segunda fase. |
| 4    | Santana      | 10   | 7  | 3 | 1 | 3 | 15 | 15 | 0    | Segunda fase. |
| 5    | Oratório     | 10   | 7  | 3 | 1 | 3 | 13 | 14 | −1   |               |
| 6    | Ypiranga-AP  | 6    | 7  | 2 | 0 | 5 | 11 | 20 | −9   |               |
| 7    | Macapá       | 4    | 7  | 1 | 1 | 5 | 14 | 17 | −3   |               |
| 8    | São Paulo-AP | 3    | 7  | 1 | 0 | 6 | 5  | 26 | −21  |               |

 Fuente: FAF
Criterios de clasificación: 1) Puntos; 2) Partidos ganados; 3) Diferencia de gol; 4) Goles anotados; 5) Enfrentamiento directo entre los equipos en cuestión; 6) Menor cantidad de tarjetas rojas; 7) Menor cantidad de tarjetas amarillas; 8) Sorteo.

### Resultados
Todos los partidos se jugaron en el Estadio Zerão.
| Local \ Visitante | IND | MAC | ORA | STN | STS | SAO | TRE | YPI |
| ----------------- | --- | --- | --- | --- | --- | --- | --- | --- |
| Independente      | —   | 2–0 | —   | —   | 3–1 | 3–0 | 2–2 | —   |
| Macapá            | —   | —   | 1–1 | 3–4 | —   | —   | 2–5 | —   |
| Oratório          | 0–1 | —   | —   | —   | —   | —   | 1–6 | 5–2 |
| Santana           | 1–5 | —   | 0–1 | —   | —   | —   | —   | 4–0 |
| Santos-AP         | —   | 2–0 | 4–1 | 2–2 | —   | —   | —   | 2–1 |
| São Paulo-AP      | —   | 0–6 | 0–4 | 1–2 | 0–3 | —   | —   | —   |
| Trem              | —   | —   | —   | 3–2 | 0–1 | 5–0 | —   | —   |
| Ypiranga-AP       | 2–1 | 3–2 | —   | —   | —   | 3–4 | 0–2 | —   |

## Segunda fase

#### Cuadro de desarrollo
|  | Semifinales    | Semifinales    | Semifinales    |              |   | Final            | Final            | Final            | Final            | Final            |  |
|  | 7 y 8 de julio | 7 y 8 de julio | 7 y 8 de julio |              |   | 21 y 25 de julio | 21 y 25 de julio | 21 y 25 de julio | 21 y 25 de julio | 21 y 25 de julio |  |
|  |                |                |                |              |   |                  |                  |                  |                  |                  |  |
|  |                |                |                |              |   |                  |                  |                  |                  |                  |  |
|  | 1              | Trem           | 2              |              |   |                  |                  |                  |                  |                  |  |
|  | 1              | Trem           | 2              |              |   |                  |                  |                  |                  |                  |  |
|  | 4              | Santana        | 2              |              |   |                  |                  |                  |                  |                  |  |
|  | 4              | Santana        | 2              |              | 1 | Trem (p)         | 2                | 1                | 3 (9)            |                  |  |
|  |                |                |                |              | 1 | Trem (p)         | 2                | 1                | 3 (9)            |                  |  |
|  |                |                | 2              | Independente | 2 | 1                | 3 (8)            |                  |                  |                  |  |
|  | 2              | Independente   | 2              | Independente | 2 | 1                | 3 (8)            | 1                |                  |                  |  |
|  | 2              | Independente   |                |              |   |                  |                  | 1                |                  |                  |  |
|  | 3              | Santos-AP      | 1              |              |   |                  |                  |                  |                  |                  |  |
|  | 3              | Santos-AP      | 1              |              |   |                  |                  |                  |                  |                  |  |
|  |                |                |                |              |   |                  |                  |                  |                  |                  |  |

Nota: Todos los partidos se jugaron en el Estadio Zerão.
| Bandera del estado de Amapá |
| Campeón                     |
| Trem 7.° título             |

## Clasificación final
| Pos. | Equipo       | Pts. | PJ | G | E | P | GF | GC | Dif. | Clasificación                                        |
| ---- | ------------ | ---- | -- | - | - | - | -- | -- | ---- | ---------------------------------------------------- |
| 1.°  | Trem         | 19   | 10 | 5 | 4 | 1 | 28 | 13 | +15  | Copa de Brasil 2023, Copa Verde 2023 y Serie D 2023. |
| 2.°  | Independente | 19   | 10 | 5 | 4 | 1 | 21 | 10 | +11  |                                                      |
| 3.°  | Santos-AP    | 17   | 8  | 5 | 2 | 1 | 16 | 8  | +8   |                                                      |
| 4.°  | Santana      | 11   | 8  | 3 | 2 | 3 | 17 | 17 | 0    |                                                      |
| 5.°  | Oratório     | 10   | 7  | 3 | 1 | 3 | 13 | 14 | −1   |                                                      |
| 6.°  | Ypiranga-AP  | 6    | 7  | 2 | 0 | 5 | 11 | 20 | −9   |                                                      |
| 7.°  | Macapá       | 4    | 7  | 1 | 1 | 5 | 14 | 17 | −3   |                                                      |
| 8.°  | São Paulo-AP | 3    | 7  | 1 | 0 | 6 | 5  | 26 | −21  |                                                      |

Reglas de clasificación: 1) Puntos; 2) Partidos ganados; 3) Diferencia de gol; 4) Goles anotados; 5) Enfrentamiento directo entre los equipos en cuestión; 6) Menor cantidad de tarjetas rojas; 7) Menor cantidad de tarjetas amarillas; 8) Sorteo.